# Szerencsi Iskola és Művésztelep

Az alkotótábort 1976-ban Szatmáry István alapította Deim Pál, Csiky Tibor, Misch Ádám és Fajó János művészeti vezetésével. 1976-1978-ig Telkibányán, 1979-1981-ig Göncön, 1982-93-ig Encsen működött. 1990-ben vált egyesületté, majd 1994-től kezdve Szerencs városa ad otthont az alkotótábornak. Minden év július második hetétől kerül megrendezésre 80-140 fiatal részvételével, akik 4-5 országból jönnek a kéthetes időszakra. Az alkotótábor szellemiségét a geometrikus, konkrét, absztrakt művészet hatja át. Célja: a tehetségek felkutatása és a felsőoktatásba való bejutásra való felkészítése. Módszerének lényege az önkéntesség. A szabadiskola mára már művésztelep is egyben, ahol már saját nevelésű, érett művészek is dolgoznak.

## Szekciók és szekció vezetők
- Festő: Fajó János (művészeti vezető)
- Építész: Kapy Jenő
- Kompozíciós alapismeretek: Kludovácz András
- Grafika: Boros Tamás (2000-2006), Kovács Tamás László
- Fotó: Matkócsik András
- Természet utáni stúdiumok: Pataki Balázs
- Fotólabor: Standovár Júlia
- Kerámia: Sturm Orsolya
- Plasztika: Zalavári József
- Művésztelep

## Műhelymunka
A műhelymunka a Bocskai István Gimnázium és Közgazdasági Szakközépiskolában zajlik. Az ifjú alkotók és tanáraik számára a Városi Kollégium ad szállást.

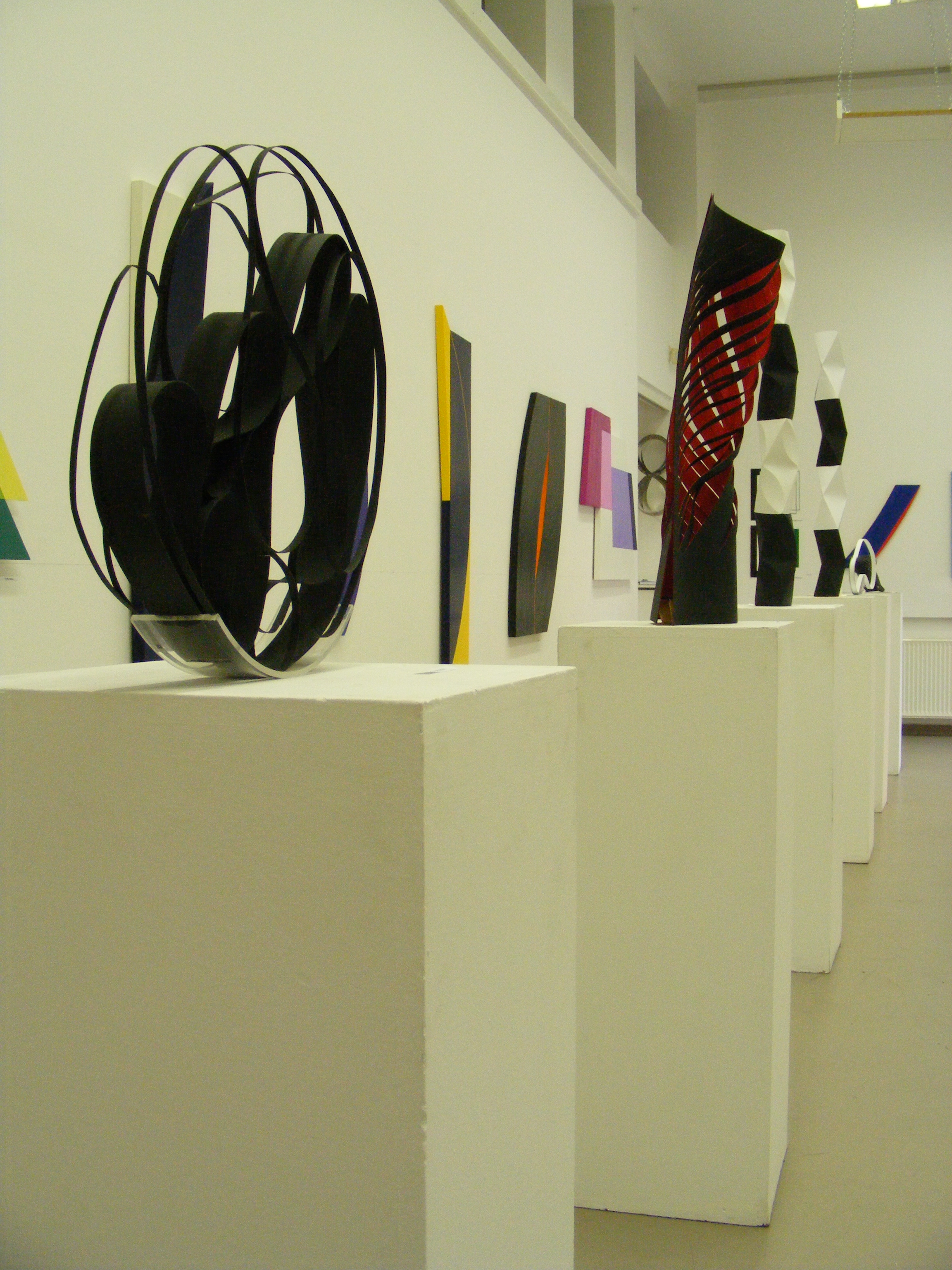
A 33. Szerencsi Alkotótábor kiállítása Budapesten, 2009-ben.

## Kiállítás
Az alkotótáborban készült művek minden év augusztusában kiállításra kerülnek Budapesten, ahol az alkotók hozzátartozói mellett más érdeklődőknek is lehetőségük nyílik megtekinteni a munkákat.

## Külső hivatkozások
- Fajó János oldala
- Kapy Jenő oldala[halott link]
- Boros Tamás
- Kovács Tamás László oldala Archiválva 2013. június 9-i dátummal a Wayback Machine-ben
- Matkócsik András oldala
- Sturm Orsolya oldala
- Zalavári József oldala
- http://www.szabadiskola.hu
- http://www.big.szerencs.hu/
- http://www.kollegium.szerencs.hu/
- https://web.archive.org/web/20170526220802/http://www.szerencs.hu/